# 나루히토
나루히토(일본어: 徳仁, 1960년 2월 23일~)는 일본의 제126대 천황(재위: 2019년 5월 1일~)으로, 아키히토와 상황후 미치코의 장남이다. 어릴 적 칭호는 히로노미야(浩宮). 그의 도장은 가래나무이다. 연호는 레이와(일본어: 令和)이다. 현재 재위하고 있음에 따라 금상천황(일본어: 今上天皇 긴조텐노[*]), 줄여서 금상(일본어: 今上 긴조[*])이라 불린다.
황태자 시절에는 유엔 물과 위생에 관한 자문 위원회 명예 총재와 일본 적십자사 명예 부총재, 가쿠슈인 대학 사료관객원 연구원을 역임했으며 1990년 국제 꽃 박람회, 2005년 일본국제박람회 명예총재도 맡았다. 훈장으로는 대훈위 국화대수장(大勲位菊花大綬章)을 수여받았다.
전후에 출생한 첫 천황이며, 석사 학위를 보유하고 해외 유학 경험이 있는 최초의 천황이다.

## 생애

### 황손 시절

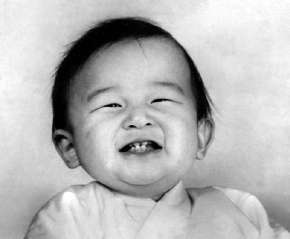
1961년 2월의 나루히토

1960년(쇼와 35년) 2월 23일 오후 4시 15분, 당시 황태자 아키히토 친왕과 황태자비 미치코의 2남 1녀 중 장남으로 도쿄도 지요다구 고쿄(황궁) 내에 있는 궁내청 병원에서 태어났다.
어머니 미치코 황후의 임신에 즈음하여 모자 수첩이 발행되고 일본 황거 내의 산전(産殿)에서 출산하는 대신, 궁내청 병원에서 출산하는 등, 그동안 일본 황실의 관례와는 다르게 태어나 일본 국민들의 관심을 받았다. 나루히토가 태어난 지 6일 만인 2월 29일에 명명 의식이 거행되어 할아버지인 쇼와 천황이 "히로노미야 나루히토 친왕(浩宮徳仁親王)"이라는 이름을 지어 주었다. 별칭인 "히로노미야"와 본명인 "나루히토" 모두 《사서오경》의 『중용』 제32장의 내용을 전거로 한 것이다.
원문: 肫肫其仁、淵淵其淵、浩浩其天。 苟不固聰明聖知達天德者、其孰能知之。
현대 일본어: 肫肫たる其の仁、淵淵たる其の淵、浩浩たる其の天。苟くも固に聡明聖知にして天徳に達する者ならざれば、其れ孰か能くこれを知らん。
한국어 번역: 지극하고도 지극한 인자함을 가지며, 깊디 깊은 샘과 같으며, 넓디 넓은 하늘과 같다. 참으로 총명하고 성스러우며 하늘의 덕에 달한 자가 아니라면, 그 누가 참됨을 안다고 할 수 있겠는가.
— "히로노미야 나루히토(浩宮徳仁)"라는 이름의 전거가 된 『중용』 제32장의 일부

당시 양친이 전임 양육계를 두지 않고 직접 육아를 맡아 돌본 것도 관심의 대상이었다. 그 중에서도 생후 7개월의 나루히토에게서 떨어져 두 양친이 14일 동안 공무로 미국을 방문할 당시, 미치코 황후가 떠나기 직전 기록한 육아 지침 메모인 일명 ‘나루짱 헌법’(일본어: ナルちゃん憲法)은 아이를 맡겨두고 일하는 어머니들의 보편적인 육아 지침으로서 많은 공감을 사게 되었다. 첫째 동생인 아키시노노미야 후미히토 친왕, 둘째 동생인 노리노미야 사야코와 함께 자라는 나루히토의 모습은 언론을 통해서 자주 공표되어 전후의 행복하고 이상적인 가정상을 보여주어 새로운 일본 황실상의 형성에도 기여했다.
1967년(쇼와 42년) 4월, 가쿠슈인 초등과에 입학한 나루히토는 이나다 에쓰코의 지도에 따라 피겨 스케이팅을 배우기 시작했다. 대학생 때는 이를 바탕으로 스피드 스케이팅으로 전향했다. 가쿠슈인 고등과에 진학해서는 정규 수업 외에 따로 "역대 천황의 어사적"이나 고사기, 일본서기, 만엽집, 헤이케 이야기로부터 비교신화학, 문화사, 문화인류학, 여러 시사 문제 등을 폭넓게 공부했다.
이후 가쿠슈인 대학에 진학, 음악부에 소속되어 비올라 연주를 담당했다. 재학 중인 1980년(쇼와 55년) 2월 23일, 만 20세에 성년식을 치렀다. 1982년(쇼와 57년) 3월, 가쿠슈인 대학 문학부 사학과를 졸업하였고 가쿠슈인 대학 대학원에 진학하였다. 그때까지 대부분의 황족들은 생물학을 중심으로 한 자연과학을 전공하였지만 나루히토는 역사학, 중세의 교통·유통사 등 인문학·사회과학에 가까운 분야를 전공했다. 1983년(쇼와 58년)부터 1985년(쇼와 60년)에 걸쳐, 옥스퍼드 대학교 머튼 칼리지에 유학하여 템스강의 수운사에 대해 연구하였고 1988년(쇼와 63년)에는 가쿠슈인 대학 대학원 인문과학연구과 박사 전기 과정을 수료하였다. 이 기간 도중인 1987년(쇼와 62년) 10월 3일부터 10월 10일에는 쇼와 천황의 요양과 당시 황태자였던 아버지 아키히토의 외국 방문이 겹치면서 처음으로 국사행위 임시 대행에 오른 적도 있다.
1986년(쇼와 61년) 10월 18일에는 일본을 방문 중이었던 스페인 공주 루고 여공작 엘레나과의 환영 다과회에 참석했을 때 외무성에서 근무하던 오와다 마사코를 알게 되었다.

### 황태자 시절

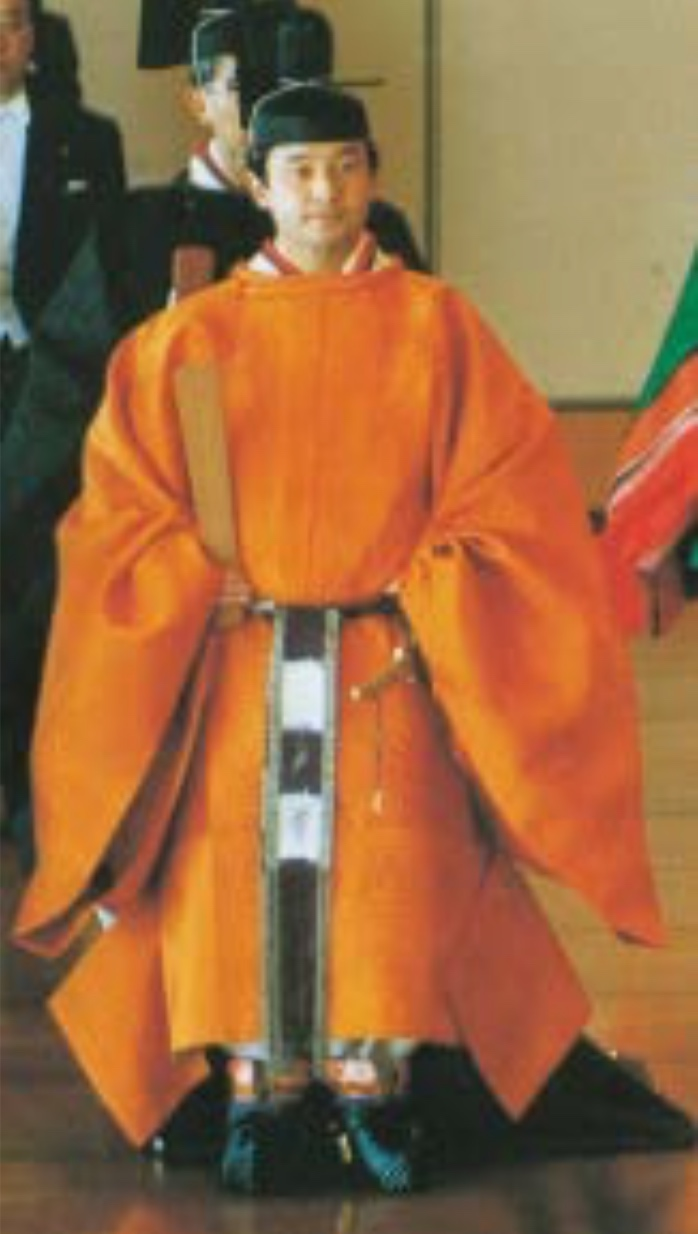
속대 황단포(束帯黄丹袍)를 입은 나루히토
(1990년 11월 12일)

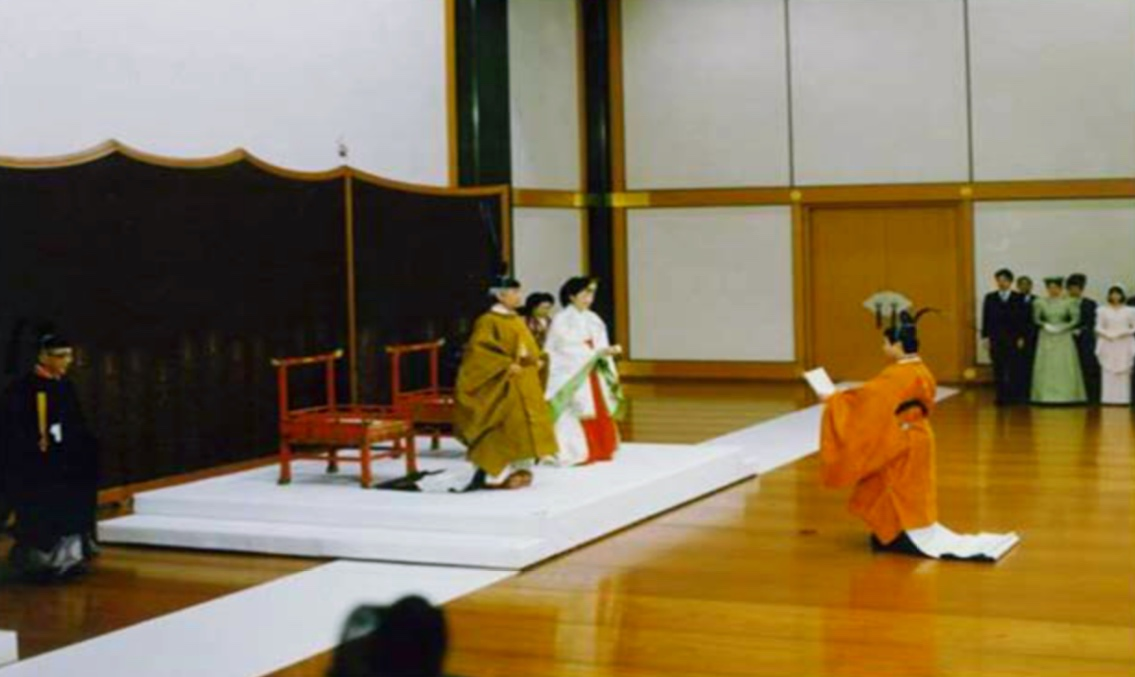
나루히토 친왕의 입태자례(立太子禮)
(1991년 2월 23일)

1989년(쇼와 64년) 1월 7일, 쇼와 천황이 병으로 사망하면서 나루히토의 아버지인 아키히토가 차기 천황에 즉위하게 되어 나루히토는 황위 계승 1순위인 황태자가 되었고, 아키히토의 천황 즉위식 이후 1991년(헤이세이 3년) 2월 23일, 만 31세가 되는 날에 입태자례(立太子禮)를 치르면서 본격적인 일본 황실의 황태자가 되었다. 1993년(헤이세이 5년) 1월 19일, 황실 회의에 의해 일본의 외교관이었던 오와다 마사코와 정혼하였고, 같은 해 6월 9일에 정식으로 혼인하였다.

#### 혼인에 이른 과정
1986년(쇼와 61년) 10월 18일, 동궁어소에서 열린 스페인 국왕 후안 카를로스 1세의 장녀인 루고 여공작 엘레나와의 환영 다과회에 참석한 나루히토는 당시 외무성 조약국장을 지내고 있던 오와다 히사시와 함께 외무공무원으로서 다과회에 참석했던 딸 오와다 마사코와 처음으로 대면하게 되었다. 1987년(쇼와 62년) 4월 25일에는 노리히토 친왕 및 노리히토 친왕비 히사코로부터 저택에 나루히토와 오와다 마사코가 함께 초대를 받으면서 친분을 쌓는 계기가 되었다.
이렇게 오와다 마사코는 친왕비 후보 중 한 사람이 되었으나, 은행원이었던 마사코의 외할아버지인 에가시라 유타카가 공해병의 일종인 미나마타병을 일으킨 일본 질소주식회사의 주거래 은행이었던 점, 마사코가 외교관 업무에 열성으로 임하고 있었던 점으로 미루어 궁내청은 마사코를 친왕비 후보에서 제외하기로 하였다. 그러나 황실 내에서 일찌감치 마사코를 친왕비로 염두에 두고 있었고, 다른 여러 친왕비 후보들 또한 여러 논란에 휩싸여 친왕비가 되기를 포기하였으며, 무엇보다도 혼인 당사자인 나루히토가 마사코를 강하게 원했던 만큼 후보로 남기고 다른 후보들과 병행하여 이야기를 진행하기로 하였다. 이후에도 궁내청 내부에서는 마사코에 대한 반대 기류가 강했으나, 전직 최고재판소 판사이자 당시 궁내청 참사를 맡고 있던 단도 시게미쓰의 발언 하나로 분위기는 급반전되었다.
| “ | (마사코 씨의 외할아버지인) 에가시라 씨는 은행의 재건을 위해 질소주식회사와 거래했습니다. 재건을 하지 못하면 미나마타병 피해자에 대한 보상도 불가능했기 때문입니다. 따라서 에가시라 씨에게는 미나마타 병의 발생에 대한 법적 책임이 없습니다. | ” |
|   | — 단도 시게미쓰 |   |

전직 궁내청 장관이었던 도미타 도모히코 역시 비슷한 맥락의 발언을 했다.
| “ | 양측의 화해안을 재판소에 제출한다든가 하는 적극적인 형태의 대처라고 하는 것이 이미 나와 버렸고, 그래서 지금의 후지모리 쇼이치 장관과도 여러 정세에 대해 의논했기 때문에, 이제 이 정도 왔으면 궁내청도 언제까지 지켜보겠다는 자세로 나올 수는 없을 겁니다. 이제 슬슬 좋은 시기(혼인)가 오겠구나 하고 이끌어 온 것이 지금까지의 과정입니다. | ” |
|   | — 도미타 도모히코 |   |

나루히토의 부모인 아키히토 천황과 미치코 황후 또한 "황태자가 선택한 상대와 이야기를 진행시켜 주었으면 한다"는 의사를 궁내청에 전한 것으로 알려졌다. 오와다 마사코가 영국 유학에서 귀국한 뒤에는 후지모리 쇼이치 궁내청 장관의 부탁을 받은 전직 외무성 사무차관이 궁내청과 오와다 가(家) 간의 중재역을 맡았고, 따라서 1992년(헤이세이 4년) 8월 16일, 저택에서 나루히토와 마사코가 만나 교제를 재개하였으며, 같은 해 10월 3일, 나루히토가 마사코에 청혼하였으나 마사코 가(家) 측이 이를 거절하였다. 이에 나루히토가 직접 마사코 가(家)를 찾아 "천황 폐하 부부께서도 따뜻하게 맞이해 주시겠다고 말씀하셨다"라는 뜻을 전했고, 마침내 12월 12일 마사코는 청혼을 받아들였다. 12월 25일에 나루히토는 동궁 임시 저택에서 마사코를 천황과 황후에게 공식 소개하였다. 이러한 소식은 언론사에도 알려졌으나 황실 측이 엠바고를 걸어 보도를 막았다.
이후 1993년(헤이세이 5년) 1월 6일 오후 8시 45분, 엠바고가 해제되면서 여러 방송국들은 즉시 정규 프로그램을 중단하고 마사코가 황태자비로 내정되었다는 속보를 전했다. 같은 해 1월 19일, 황실 회의에서 나루히토와 오와다 마사코의 혼인이 만장일치로 통과됐으며 이날 두 사람의 합동 기자회견이 열렸다. 다음 날부터 여러 기업들이 혼인 축하 광고를 신문에 게재하는 등 온 나라가 축하 분위기에 휩싸였다. 이후 같은 해 6월 9일, 혼인 의식이 거행되었다.
당초 혼인 대상으로 지목되었던 가장 유력했던 후보로 구황족인 구니 구니아키의 장녀(고준 황후의 큰조카)가 있었으며, 나루히토와 몇 번 맞선을 보고 전화나 팩스를 통한 연락을 주고 받으며 당사자의 승낙까지 얻어 황태자비 내정 직전까지 이야기가 진행되었지만, 나루히토 본인이 마사코에 대한 마음을 못 버린 탓에 결국 무산되었다.
1993년 6월 9일 오전 8시 30분부터 2시간 55분 동안 방송된 NHK의 혼인 의식 생중계의 평균 시청률은 30.6%(비디오 리서치, 간토 지구 조사)를 기록했다. 그리고 혼인 기념 카퍼레이드의 연도에는 무려 약 19만 명이 모였으며, 그 부분에 대한 TV 중계의 최고 시청률은 79.9%를 기록하는 등 둘의 혼인은 일본 국민들의 엄청난 관심 대상이었다. 또 혼인 의식이 있던 6월 9일 당일은 공휴일로 지정되었다. 이날 각지에서 연등 행렬이 이어지고 불꽃놀이, 떡메치기, 국영 공원의 무료 개방 등이 이루어졌다.

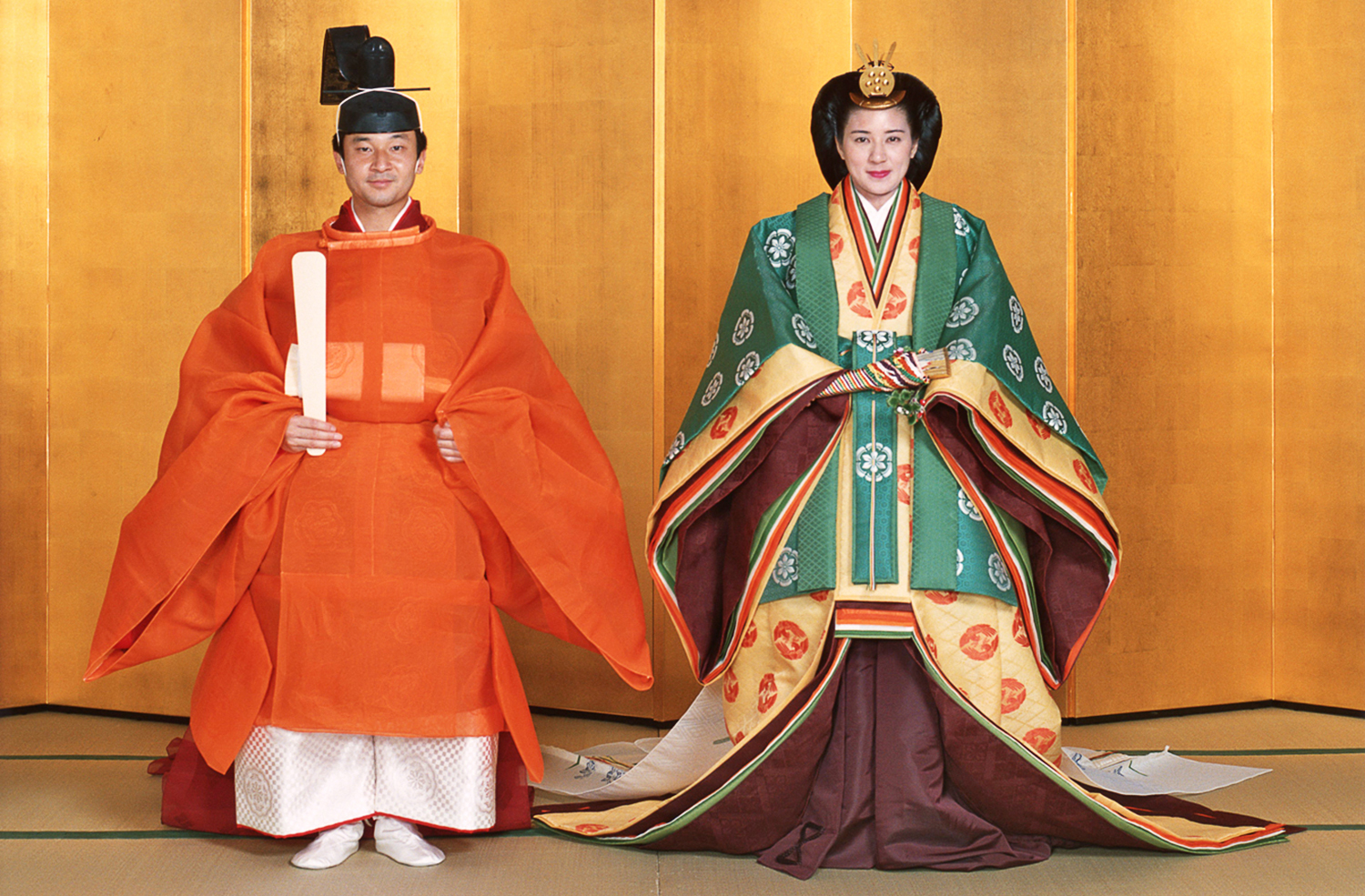
황태자 시절 나루히토와 오와다 마사코(현 마사코 황후)의 혼인 의식 (1993년 6월 9일)

#### 혼인 이후
마사코 황태자비가 임신이 되지 않자 아키히토 천황은 황실의 대가 끊길까 걱정을 많이 하고 있었다. 하지만 이후 어렵게 임신이 되어 8년 후인 2001년(헤이세이 13년) 12월 1일, 외동딸 아이코 내친왕이 태어났다.
황태자가 되고 난 뒤에는 가끔 외국을 방문, 일본 황실 외교의 진전을 도모했다. 또한 공무와 더불어 1992년(헤이세이 4년) 4월부터는 가쿠슈인대학 사료관객원 연구원의 위촉을 받아 일본 중세사의 연구를 끊임없이 계속하고 있다. 가쿠슈인 여자 대학 국제문화교류학부의 수업 때는 「북미 문화의 원류·영국의 사회와 문화(北米文化の源流・イギリスの社会と文化)」나 「옥스퍼드 시절의 학생 생활(オックスフォードにおける学生生活)」에 대해 강의를 하였으며, 명예총재로서 참석한 세계물포럼의 개회식에서는 「교토와 지방을 연결하는 물의 길(京都と地方を結ぶ水の道)」이나 「에도와 수운(江戸と水運)」이란 제목의 강연을 하였다. 또한 1991년(헤이세이 3년) 9월에는 케임브리지 대학교로부터 명예법학박사 학위를 수여받았다.
2004년 5월 10일, 유럽 3개국 순방을 앞둔 회견에서 "마사코의 경력과 이에 근거한 마사코의 인격을 부정하는 움직임이 있었던 것도 사실입니다"라고 발언했다. 이 발언은 황태자 부부와 황실·궁내청 사이에 불화가 있다는 점을 시사한 것이어서 큰 반향을 불러일으켰다. 같은 해 7월에 마사코 황태자비가 요양하고 있다는 사실이 공식 발표된 이후에는 나루히토 혼자 공식 석상에 모습을 드러내는 경우가 많아졌다.
2007년 3월 27일, 정기 건강 검진에서 십이지장에 염증이 발견됐다. 같은 해 5월에는 양성 진단을 받고 십이지장에 난 돌기를 내시경 시술을 통해 절제하는 수술을 6월 6일 도쿄도 분쿄구의 도쿄 대학 의학부 부속 병원에서 받았다. 이후 같은 해 11월 1일에는 유엔 "물과 위생에 관한 자문 위원회" 명예 총재로 취임하였다. 일본 황족이 유엔 등 상설 국제기구의 직위에 오른 것은 처음있는 일이었다.
2013년 3월 6일, 미국 뉴욕 유엔 본부에서 열린 "물과 재해에 관한 특별 회의"에서 영어로 기조 연설을 했다. 이 회의는 2011년 발생한 동일본 대지진 등 세계적인 수해의 증가에 따라 유엔에서 처음으로 개최된 것이었다.
2016년 1월 28일에는 아버지 아키히토 천황이 필리핀을 방문하면서 국내 부재 상태가 되자 국사행위 임시 대행을 맡으면서 내각 각료의 인증식을 치르기도 했다.

### 천황 즉위

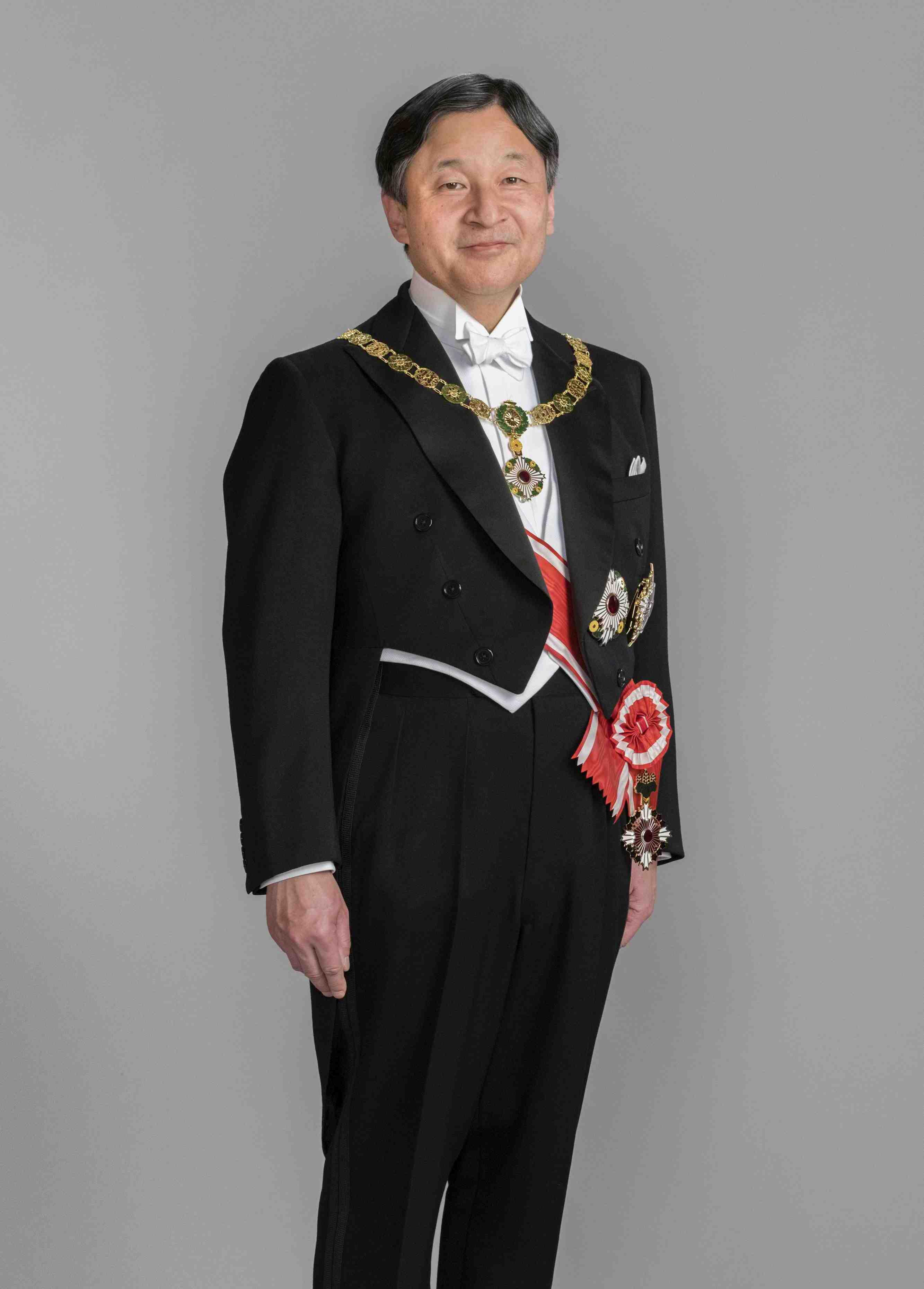
2019년 5월

2019년 4월 30일, "천황 퇴위 특례법"에 따라 제125대 천황 아키히토가 퇴위하고 다음 날인 5월 1일, 황태자 나루히토 친왕이 제126대 천황에 즉위하였다. 연호는 레이와(令和)이다. 전임 아키히토는 같은 날 "상황"이 되었다. 제120대 닌코 천황 이후 약 202년 만이자 메이지 시대 이후 헌정 사상 처음으로 천황의 생전 퇴위에 따라 즉위한 천황이 되었다. 또 즉위 시점의 나이도 59세로, 제49대 고닌 천황의 61세에 이어 역대 천황 중 2번째로 고령에 즉위하였다.
천황 즉위일인 2019년 5월 1일 및 즉위식이 열리는 10월 22일은 관련 법률에 따라 공휴일로 지정되었다.
또한 나루히토에게는 아들이 없기 때문에 1933년 아버지 아키히토의 출생 이후 86년 만에 처음으로 황태자 자리가 공석이 되었다. 이에 따라 황위 계승 순위 1위가 된 동생 후미히토 친왕이 2020년 4월 19일에 입태자례(立太子禮)를 치르며 황태자가 될 예정이다.
즉위 일인 2019년 5월 1일, 나루히토는 고쿄(황궁)으로 이동해 즉위 의식인 검새 등 승계 의례에 임한 후 마사코 황후를 비롯해서 곧 황태자비가 될 후미히토 친왕비 기코 등 성년의 여성 황족도 참여하는 즉위 후 조현(朝見) 의식에서 천황으로서는 처음으로 황족의 인사를 받았다. 5월 4일에는 천황의 즉위를 축하하는 일반참하(一般参賀)가 열렸다.
5월 9일 중의원은 천황 즉위에 축하의 뜻을 나타내는 "하사(賀詞)"를 만장일치로 의결했다. 같은 날, 나루히토는 이임하는 청융화 주일 중국 대사 및 외국 빈객들과 만남을 가지면서 국제 친선 업무도 시작했다.
5월 10일 재무성은 천황 즉위 기념 화폐를 발행하기로 했다.
5월 25일에는 미국의 도널드 트럼프 대통령과 그의 부인 멜라니아가 3박 4일의 일정으로 일본을 국빈 방문했다. 나루히토는 천황 즉위 후 처음으로 고쿄(황궁)에서 국빈을 맞이했다.
5월 27일에는 나루히토와 트럼프 미국 대통령, 마사코 황후와 멜라니아 여사가 15분 동안 환담을 나누며 선대 천황인 아키히토의 퇴위와 나루히토의 즉위, 미일 양국 간의 교류, 전날(26일) 트럼프 대통령 내외의 스모 경기 관전 등을 주제로 이야기를 나누었다. 한편, 마사코 황후와 멜라니아 여사 간에는 자녀의 교육이나 스포츠, 멜라니아가 직접 주도하는 청소년 육성 활동에 관한 이야기가 오갔다. 이 과정에서 과거 외교관으로 근무한 경험이 있는 마사코 황후는 통역을 거치지 않고 직접 영어로 멜라니아와 대화를 나누었다. 이후 이루어진 회견에서는 선물 교환 행사도 있었다. 나루히토 천황 내외는 트럼프 대통령에게 진청색 원뿔 모양 화분을, 멜라니아 여사에게는 금으로 장식된 장식함을 선물했다. 트럼프 대통령 내외는 나루히토 천황에게 비올라를, 마사코 황후에게는 하버드 대학교 경내에서 벌목한 나무로 만든 펜을 선물했다. 선물받은 비올라에 대해 그 자리에서 마사코 황후가 나루히토에게 "폐하, 오늘 밤 직접 연주해 주시면 좋겠습니다"라고 말하자 나루히토가 웃음을 짓기도 했다. 또, 나루히토는 같은 날 트럼프 대통령 내외가 참석한 가운데 황궁에서 열린 궁중 만찬회에서 환영 연설을 하기도 했다.
이후 동년 10월 22일, 황궁 정전에서 즉위 예의 의식이 거행되었다.
11월 9일, 고쿄(황궁) 앞 광장에서 열린 "천황 폐하 즉위를 축하하는 국민 제전"에는 마사코 황후와 함께 참석해 연설을 했다.
다음 날인 11월 10일에는 고쿄(황궁)에서 아카사카 어용지까지 무개차(오픈카)로 퍼레이드를 진행하는 "축하 어열 의식"을 진행하였다. 당초에는 이 행사를 나루히토의 천황 즉위식이 열린 10월 22일에 함께 진행할 예정이었으나, 즉위식이 열리기 며칠 전 태풍 하기비스가 일본 간토 지방을 관통하여 큰 피해를 입힌 관계로, 황실과 정부 모두 태풍 피해 복구 지원에 총력을 쏟기로 하면서 11월 10일로 연기된 것이었다.
11월 14일부터 15일까지 이틀 동안 나루히토는 천황이 즉위 직후 붕어(崩御)한 선대 천황에게 예를 올리는 궁중 제사 의식인 "대상제"를 치렀다.
12월 4일, 나루히토 천황과 마사코 황후는 아마테라스 오미카미에게 감사의 뜻을 담아 무악을 연주하는 "현소 무악 의식"에 임했다. 이 의식은 나루히토가 천황에 즉위한 지난 5월부터 계속되어 온 천황 즉위 관련 의식 중 마지막 행사로, 황사(황태제)가 된 아키시노노미야 후미히토 친왕과 그의 부인 기코 친왕비를 비롯해 다른 황족도 참석했다. 무악 의식이 열리기에 앞서 나루히토는 이날 오전, 즉위 의례와 대상제를 마쳤음을 봉고(奉告)하는 의식인 "친알의 예"를 궁중 삼전에서 거행했다. 무악 의식 과정에서는 12월 4일 오후 4시 30분경, 무악 연주를 하기에 앞서 황갈색 어포를 입은 천황 나루히토가 세 종류의 신기(神器) 중 검과 새를 받들고, 시종들과 함께 천천히 회랑을 따라 앞으로 나아가며 절을 올렸다. 이어 주니히토에 복장을 한 황후 마사코도 절을 올렸다. 이로써 5월 1일 천황 즉위와 함께 나루히토가 황위 계승의 예(禮)로써 세 종류의 신기(神器) 중 하나를 전달받는 "검새 승계 의식"을 시작으로 약 7개월 간 진행된 즉위 관련 의식은 모두 끝이 났다.

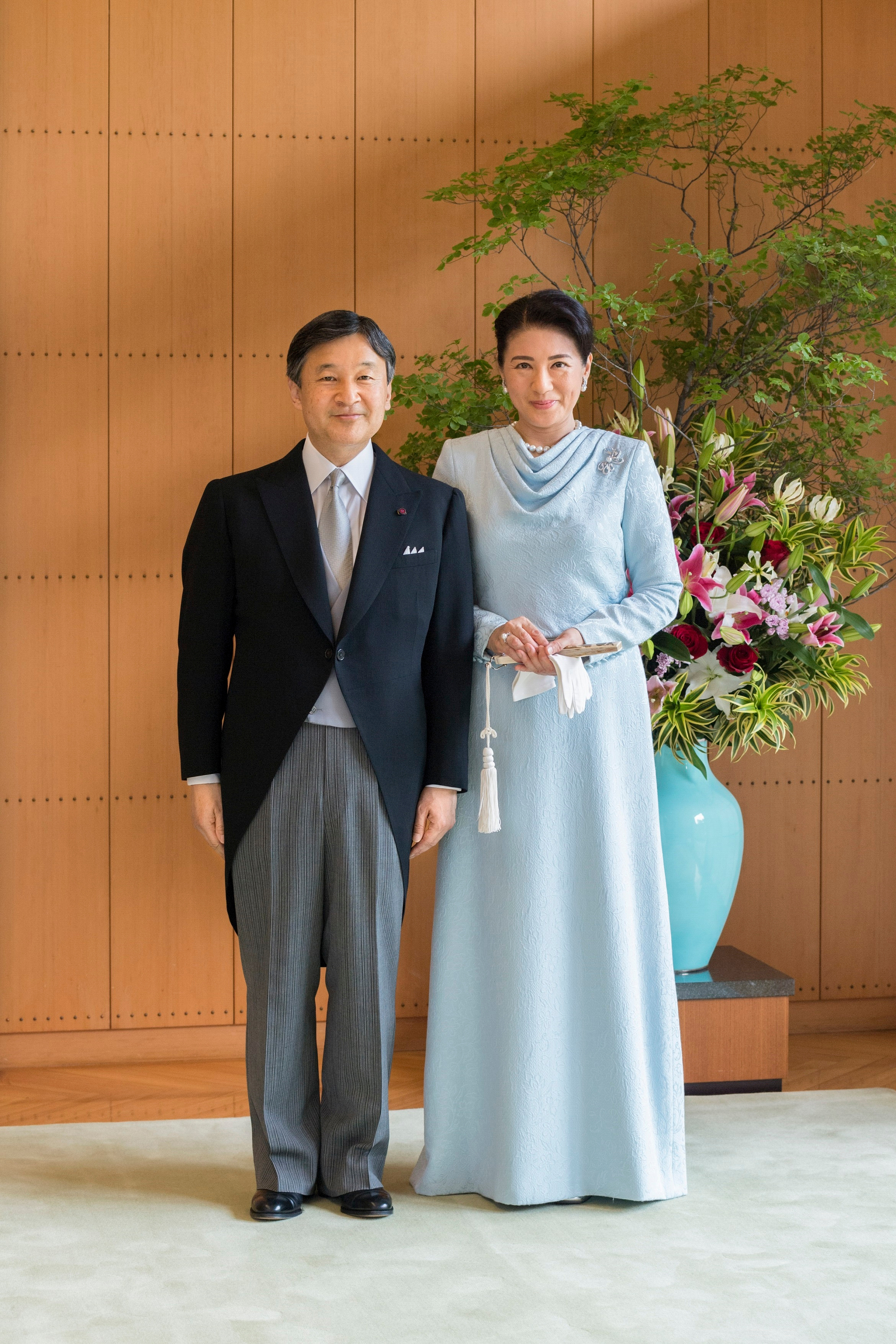
나루히토 천황과 마사코 황후 (즉위 직전인 2018년 촬영)
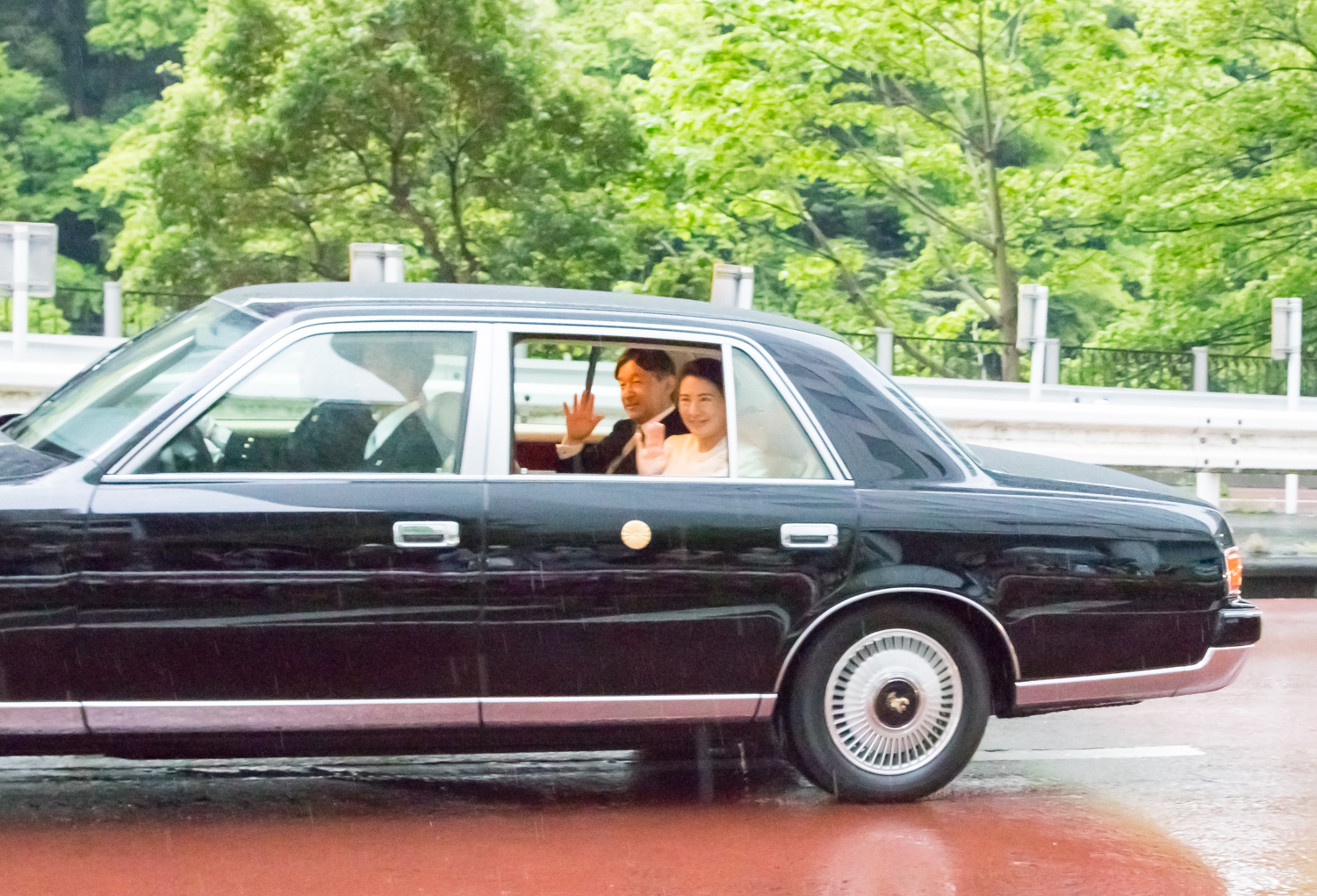
천황 즉위일인 2019년 5월 1일, 의전 차량(토요타 센추리)을 타고 고쿄(황궁)으로 이동하는 나루히토 천황과 마사코 황후
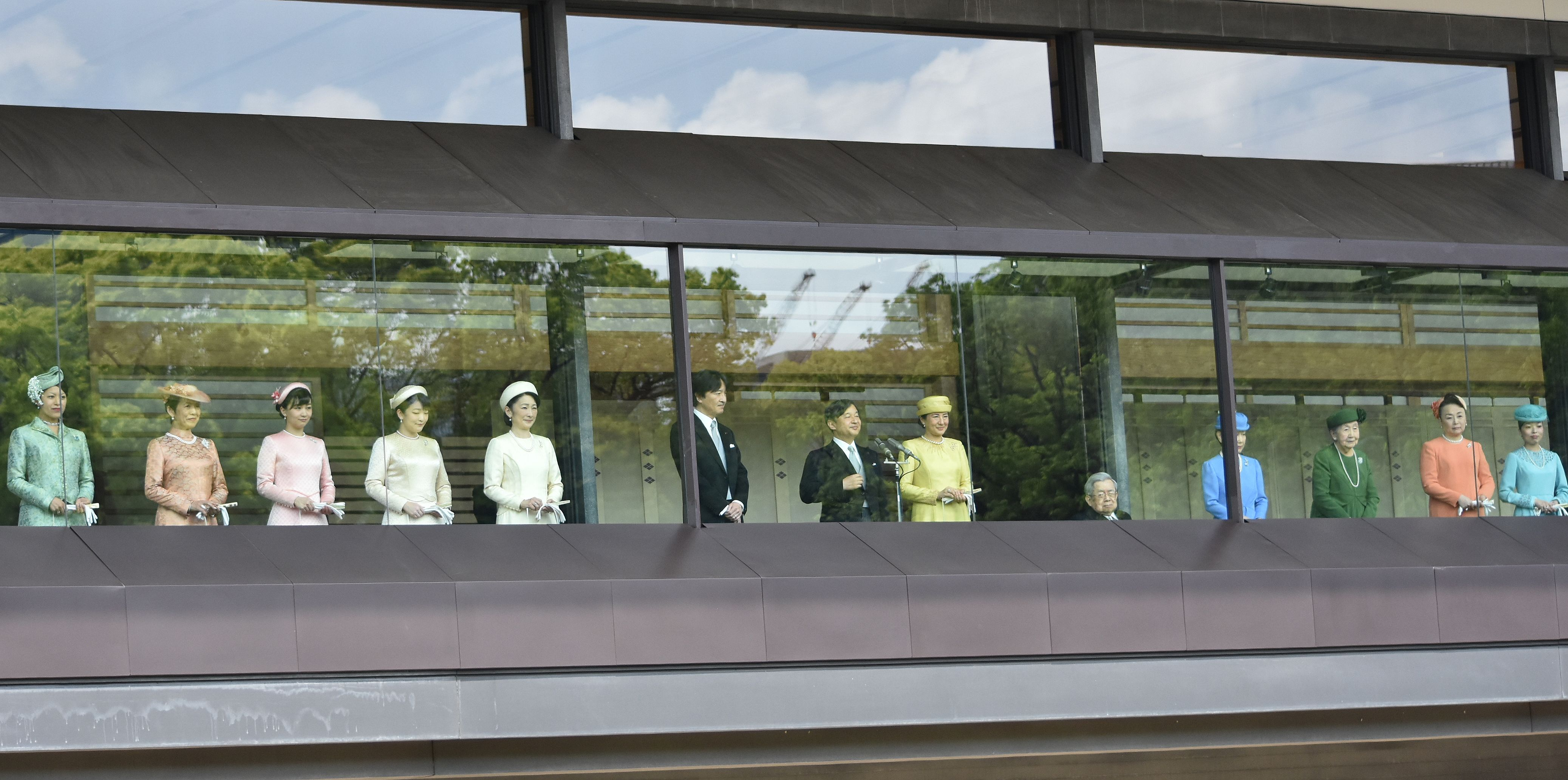
2019년 5월 4일, 천황의 즉위를 축하하는 일반참하(一般参賀)
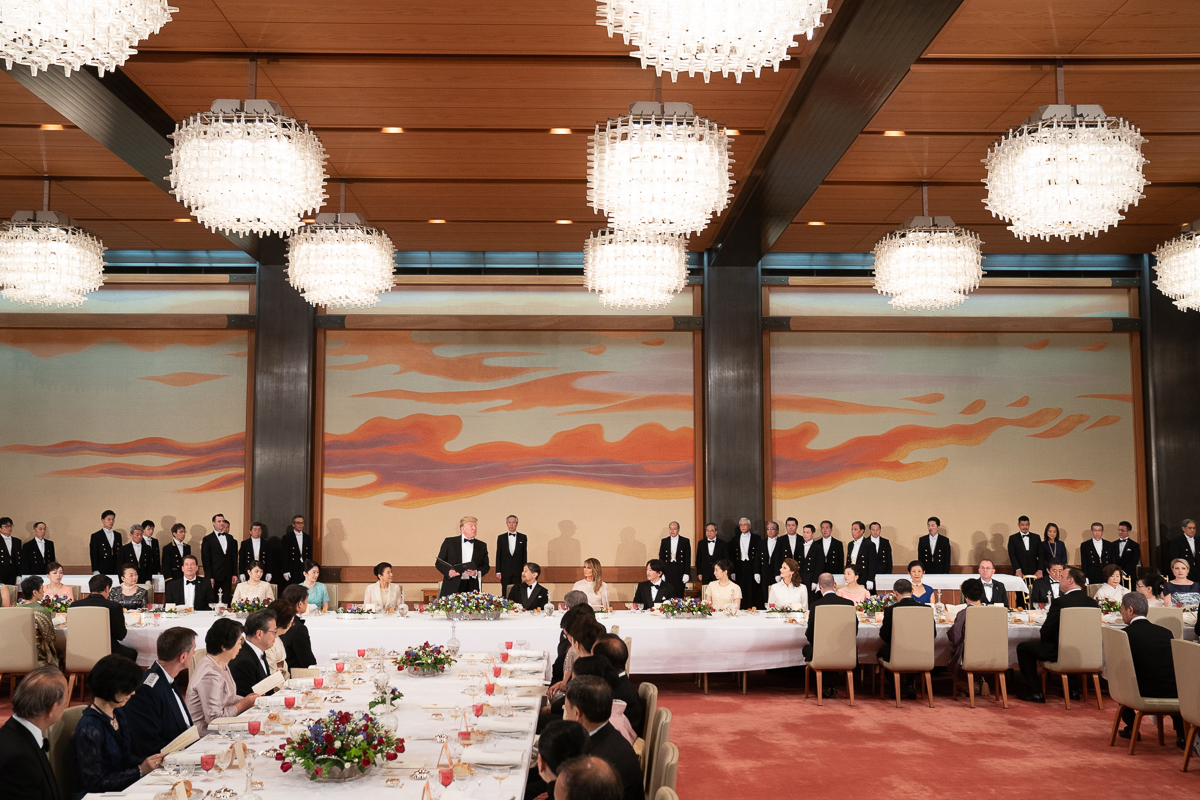
도널드 트럼프 미국 대통령과 그의 부인 멜라니아를 초청한 궁중 만찬회 (2019년 5월 27일)
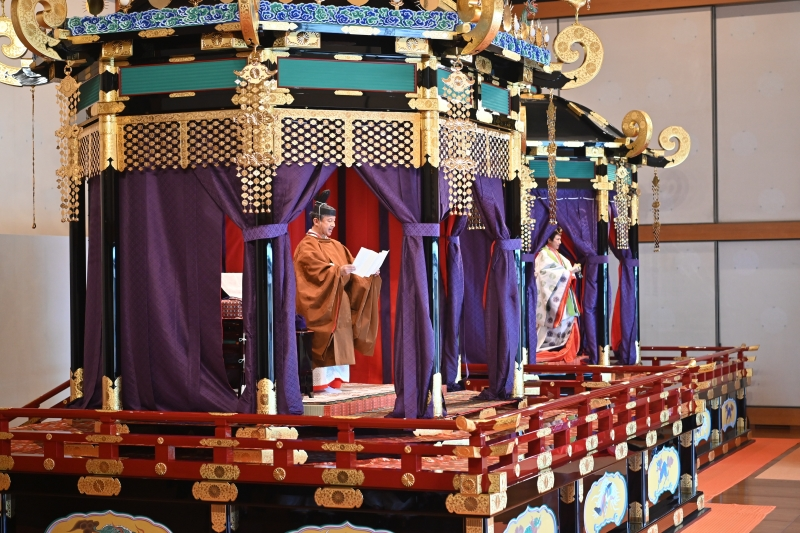
즉위식이 열린 2019년 10월 22일, 고쿄(황궁)를 방문한 아베 신조 내각총리대신 및 국무대신 일동 앞에서 조서를 읽는 나루히토 천황
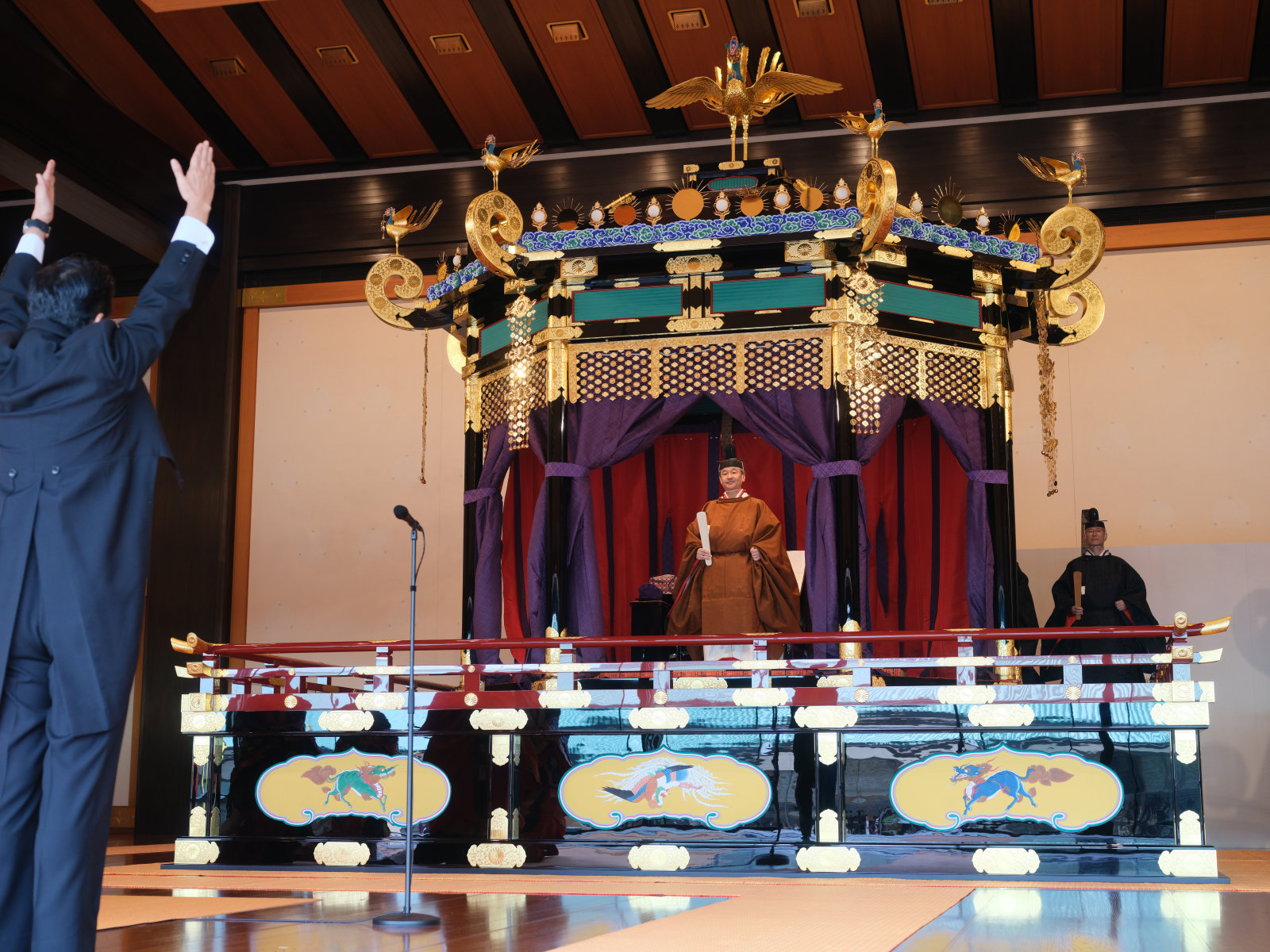
나루히토 천황 앞에서 만세 삼창을 하는 아베 신조 내각총리대신
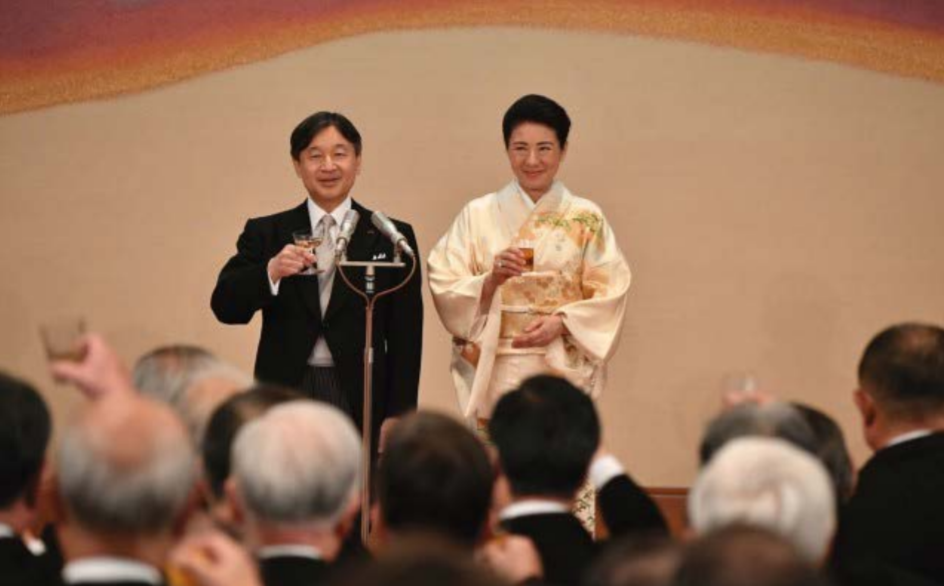
향연(饗宴) 행사 (2019년 10월 31일)
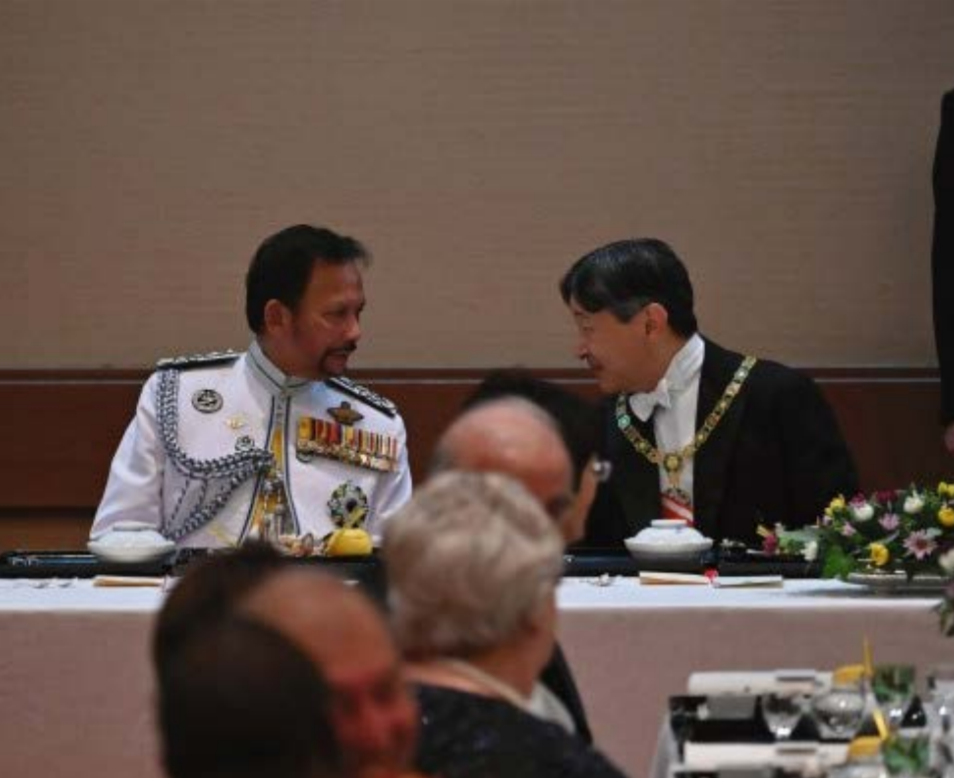
향연(饗宴) 행사에 초청된 브루나이의 하사날 볼키아 술탄(국왕)과 이야기를 나누는 나루히토
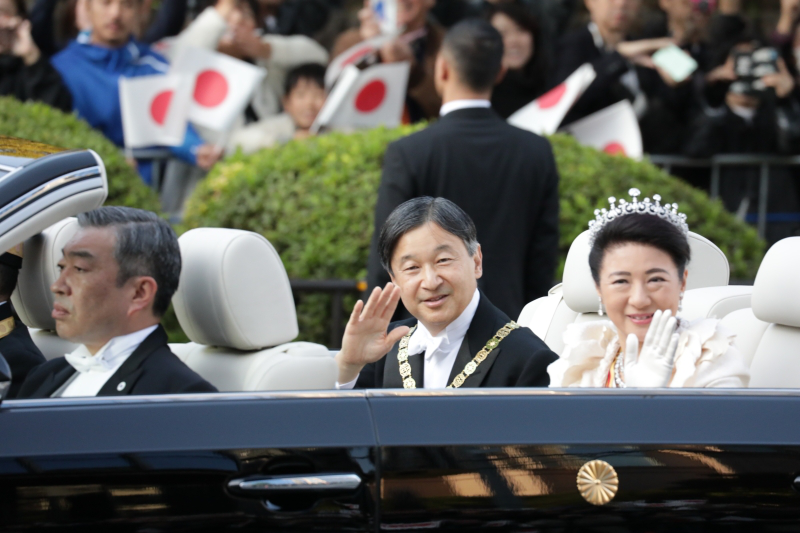
"축하 어열 의식" 때 무개차(오픈카) 퍼레이드를 진행하는 나루히토 천황 내외 (2019년 11월 10일)
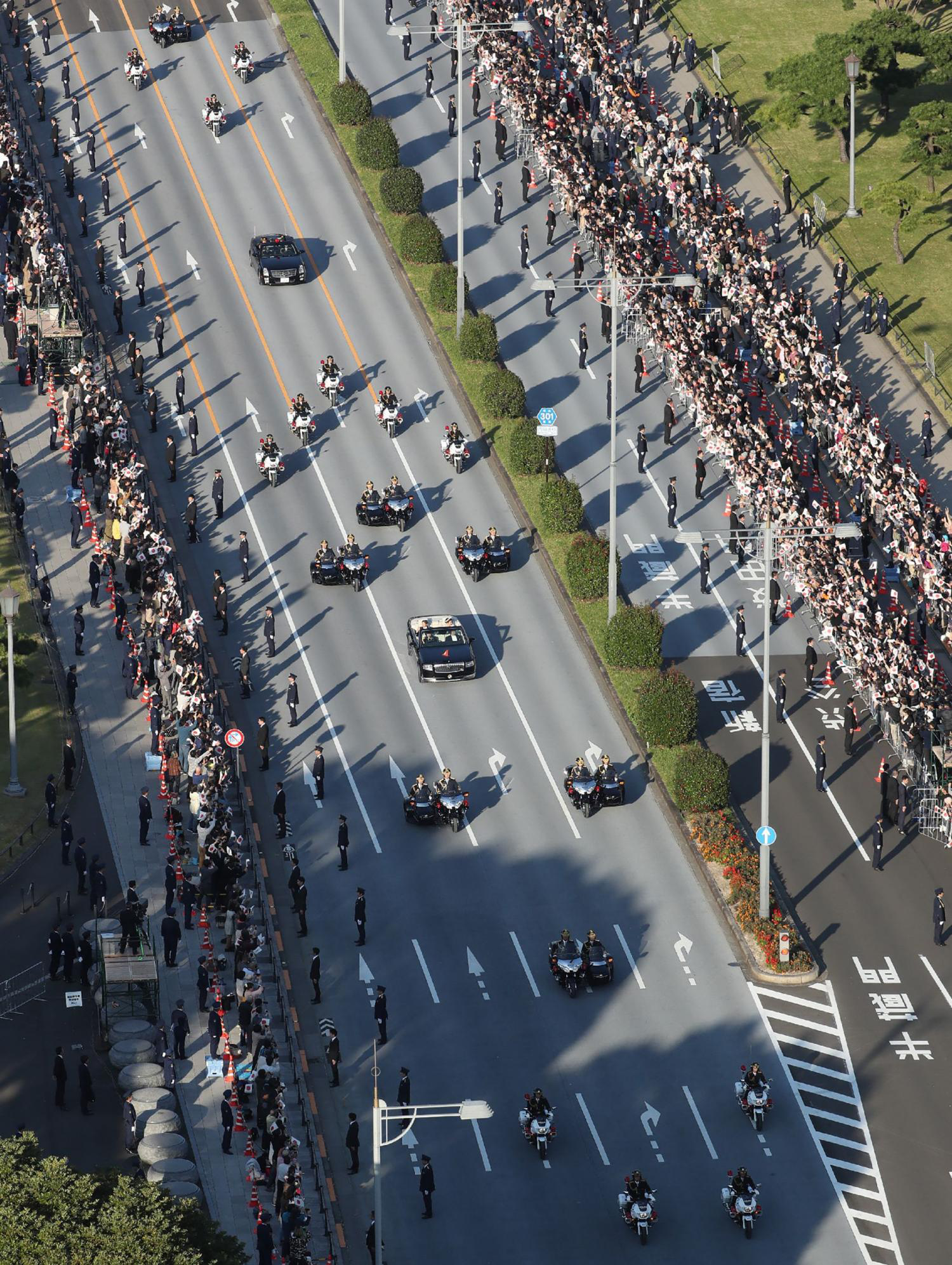
"축하 어열 의식"의 일환으로 진행된 카퍼레이드의 모습

## 약력
- 1960년 (쇼와 35년) 2월 23일, 도쿄도 지요다구 고쿄(황궁) 궁내청 병원 출생
- 1964년 (쇼와 39년)
  - 4월 13일, 가쿠슈인 유치원 입학
  - 10월 29일, "착고의 의식" 거행
- 1966년 (쇼와 41년) 4월 8일, 가쿠슈인 초등과 입학
- 1972년 (쇼와 47년) 4월 8일, 가쿠슈인 중등과 입학
- 1975년 (쇼와 50년) 4월 7일, 가쿠슈인 고등과 입학
- 1980년 (쇼와 55년)
  - 2월 23일 (20세), 가관(加冠) 의식 거행
  - 11월 30일, 대훈위 국화대수장 수상
- 1982년 (쇼와 57년) 4월 8일 (22세), 가쿠슈인 대학 문학부 역사학과 졸업 (문학사)
- 1983년 (쇼와 58년) 10월 15일, 영국 옥스퍼드 대학교 머튼 대학 입학
- 1988년 (쇼와 63년), 가쿠슈인 대학 대학원 인문과학연구과 박사 전기 과정 수료 (인문과학 석사)
- 1989년 (쇼와 64년) 1월 7일 (28세), 아키히토 친왕(당시)의 천황 즉위에 따른 황태자(황위 계승 순위 1위, 법정 추정 상속인) 즉위
- 1991년 (헤이세이 3년) 2월 23일 (31세), 입태자례(立太子禮) 거행
- 1993년 (헤이세이 5년)
  - 1월 19일 (32세), 황태자비에 오와다 마사코 내정
  - 4월 12일, 예물 교환
  - 6월 9일, 혼인 의식
- 2001년 (헤이세이 13년) 12월 1일 (41세), 장녀 도시노미야 아이코 내친왕 출생
- 2019년 (레이와 원년)
  - 5월 1일 (59세), 제126대 천황에 즉위
  - 10월 22일, 즉위 의식 거행
  - 11월 9일, "천황 폐하 즉위를 축하하는 국민 제전" 거행
  - 11월 10일, "축하 어열 의식" 거행
  - 11월 14일~15일, "대상제" 거행

## 자녀
| 사진 | 휘                         | 생년월일 / 나이                        | 칭호              | 관계      |
| ---- | -------------------------- | -------------------------------------- | ----------------- | --------- |
|      | 아이코 내친왕 (愛子内親王) | 2001년 (헤이세이 13년) 12월 1일 (23세) | 도시노미야 (敬宮) | 제1황녀자 |

## 계보
|                       |                       |                       |                       |                       |                       |  |  |                                   |                                   |                                   |                                   |                                   |                                   |  |  |               |               |               |               |               |               |  |  |               |               |               |               |               |               |  |  |               |               |               |               |               |               |  |  |  |  |  |  |  |  |  |  |  |  |  |  |  |  |  |  |  |  |  |  |  |  |  |  |  |  |  |  |  |  |  |  |
| 122 메이지 천황       |                       |                       |                       |                       |                       |  |  |                                   |                                   |                                   |                                   |                                   |                                   |  |  |               |               |               |               |               |               |  |  |               |               |               |               |               |               |  |  |               |               |               |               |               |               |  |  |  |  |  |  |  |  |  |  |  |  |  |  |  |  |  |  |  |  |  |  |  |  |  |  |  |  |  |  |  |  |  |  |
|                       |                       |                       |                       |                       |                       |  |  |                                   |                                   |                                   |                                   |                                   |                                   |  |  |               |               |               |               |               |               |  |  |               |               |               |               |               |               |  |  |               |               |               |               |               |               |  |  |  |  |  |  |  |  |  |  |  |  |  |  |  |  |  |  |  |  |  |  |  |  |  |  |  |  |  |  |  |  |  |  |
| 123 다이쇼 천황       |                       |                       |                       |                       |                       |  |  |                                   |                                   |                                   |                                   |                                   |                                   |  |  |               |               |               |               |               |               |  |  |               |               |               |               |               |               |  |  |               |               |               |               |               |               |  |  |  |  |  |  |  |  |  |  |  |  |  |  |  |  |  |  |  |  |  |  |  |  |  |  |  |  |  |  |  |  |  |  |
|                       |                       |                       |                       |                       |                       |  |  |                                   |                                   |                                   |                                   |                                   |                                   |  |  |               |               |               |               |               |               |  |  |               |               |               |               |               |               |  |  |               |               |               |               |               |               |  |  |  |  |  |  |  |  |  |  |  |  |  |  |  |  |  |  |  |  |  |  |  |  |  |  |  |  |  |  |  |  |  |  |
|                       |                       |                       |                       |                       |                       |  |  |                                   |                                   |                                   |                                   |                                   |                                   |  |  |               |               |               |               |               |               |  |  |               |               |               |               |               |               |  |  |               |               |               |               |               |               |  |  |  |  |  |  |  |  |  |  |  |  |  |  |  |  |  |  |  |  |  |  |  |  |  |  |  |  |  |  |  |  |  |  |
| 124 쇼와 천황         | 124 쇼와 천황         | 124 쇼와 천황         | 124 쇼와 천황         | 124 쇼와 천황         | 124 쇼와 천황         |  |  | 야스히토 친왕                     | 야스히토 친왕                     | 야스히토 친왕                     | 야스히토 친왕                     | 야스히토 친왕                     | 야스히토 친왕                     |  |  | 노부히토 친왕 | 노부히토 친왕 | 노부히토 친왕 | 노부히토 친왕 | 노부히토 친왕 | 노부히토 친왕 |  |  | 다카히토 친왕 | 다카히토 친왕 | 다카히토 친왕 | 다카히토 친왕 | 다카히토 친왕 | 다카히토 친왕 |  |  |               |               |               |               |               |               |  |  |  |  |  |  |  |  |  |  |  |  |  |  |  |  |  |  |  |  |  |  |  |  |  |  |  |  |  |  |  |  |  |  |
| 124 쇼와 천황         | 124 쇼와 천황         | 124 쇼와 천황         | 124 쇼와 천황         | 124 쇼와 천황         | 124 쇼와 천황         |  |  | 야스히토 친왕                     | 야스히토 친왕                     | 야스히토 친왕                     | 야스히토 친왕                     | 야스히토 친왕                     | 야스히토 친왕                     |  |  | 노부히토 친왕 | 노부히토 친왕 | 노부히토 친왕 | 노부히토 친왕 | 노부히토 친왕 | 노부히토 친왕 |  |  | 다카히토 친왕 | 다카히토 친왕 | 다카히토 친왕 | 다카히토 친왕 | 다카히토 친왕 | 다카히토 친왕 |  |  |               |               |               |               |               |               |  |  |  |  |  |  |  |  |  |  |  |  |  |  |  |  |  |  |  |  |  |  |  |  |  |  |  |  |  |  |  |  |  |  |
|                       |                       |                       |                       |                       |                       |  |  |                                   |                                   |                                   |                                   |                                   |                                   |  |  |               |               |               |               |               |               |  |  |               |               |               |               |               |               |  |  |               |               |               |               |               |               |  |  |  |  |  |  |  |  |  |  |  |  |  |  |  |  |  |  |  |  |  |  |  |  |  |  |  |  |  |  |  |  |  |  |
| 125 상황 아키히토     | 125 상황 아키히토     | 125 상황 아키히토     | 125 상황 아키히토     | 125 상황 아키히토     | 125 상황 아키히토     |  |  | 마사히토 친왕                     | 마사히토 친왕                     | 마사히토 친왕                     | 마사히토 친왕                     | 마사히토 친왕                     | 마사히토 친왕                     |  |  | 도모히토 친왕 | 도모히토 친왕 | 도모히토 친왕 | 도모히토 친왕 | 도모히토 친왕 | 도모히토 친왕 |  |  | 요시히토 친왕 | 요시히토 친왕 | 요시히토 친왕 | 요시히토 친왕 | 요시히토 친왕 | 요시히토 친왕 |  |  | 노리히토 친왕 | 노리히토 친왕 | 노리히토 친왕 | 노리히토 친왕 | 노리히토 친왕 | 노리히토 친왕 |  |  |  |  |  |  |  |  |  |  |  |  |  |  |  |  |  |  |  |  |  |  |  |  |  |  |  |  |  |  |  |  |  |  |
| 125 상황 아키히토     | 125 상황 아키히토     | 125 상황 아키히토     | 125 상황 아키히토     | 125 상황 아키히토     | 125 상황 아키히토     |  |  | 마사히토 친왕                     | 마사히토 친왕                     | 마사히토 친왕                     | 마사히토 친왕                     | 마사히토 친왕                     | 마사히토 친왕                     |  |  | 도모히토 친왕 | 도모히토 친왕 | 도모히토 친왕 | 도모히토 친왕 | 도모히토 친왕 | 도모히토 친왕 |  |  | 요시히토 친왕 | 요시히토 친왕 | 요시히토 친왕 | 요시히토 친왕 | 요시히토 친왕 | 요시히토 친왕 |  |  | 노리히토 친왕 | 노리히토 친왕 | 노리히토 친왕 | 노리히토 친왕 | 노리히토 친왕 | 노리히토 친왕 |  |  |  |  |  |  |  |  |  |  |  |  |  |  |  |  |  |  |  |  |  |  |  |  |  |  |  |  |  |  |  |  |  |  |
|                       |                       |                       |                       |                       |                       |  |  |                                   |                                   |                                   |                                   |                                   |                                   |  |  |               |               |               |               |               |               |  |  |               |               |               |               |               |               |  |  |               |               |               |               |               |               |  |  |  |  |  |  |  |  |  |  |  |  |  |  |  |  |  |  |  |  |  |  |  |  |  |  |  |  |  |  |  |  |  |  |
| 126 금상천황 나루히토 | 126 금상천황 나루히토 | 126 금상천황 나루히토 | 126 금상천황 나루히토 | 126 금상천황 나루히토 | 126 금상천황 나루히토 |  |  | 황사 아키시노노미야 후미히토 친왕 | 황사 아키시노노미야 후미히토 친왕 | 황사 아키시노노미야 후미히토 친왕 | 황사 아키시노노미야 후미히토 친왕 | 황사 아키시노노미야 후미히토 친왕 | 황사 아키시노노미야 후미히토 친왕 |  |  |               |               |               |               |               |               |  |  |               |               |               |               |               |               |  |  |               |               |               |               |               |               |  |  |  |  |  |  |  |  |  |  |  |  |  |  |  |  |  |  |  |  |  |  |  |  |  |  |  |  |  |  |  |  |  |  |
| 126 금상천황 나루히토 | 126 금상천황 나루히토 | 126 금상천황 나루히토 | 126 금상천황 나루히토 | 126 금상천황 나루히토 | 126 금상천황 나루히토 |  |  | 황사 아키시노노미야 후미히토 친왕 | 황사 아키시노노미야 후미히토 친왕 | 황사 아키시노노미야 후미히토 친왕 | 황사 아키시노노미야 후미히토 친왕 | 황사 아키시노노미야 후미히토 친왕 | 황사 아키시노노미야 후미히토 친왕 |  |  |               |               |               |               |               |               |  |  |               |               |               |               |               |               |  |  |               |               |               |               |               |               |  |  |  |  |  |  |  |  |  |  |  |  |  |  |  |  |  |  |  |  |  |  |  |  |  |  |  |  |  |  |  |  |  |  |
|                       |                       |                       |                       |                       |                       |  |  | 히사히토 친왕                     |                                   |                                   |                                   |                                   |                                   |  |  |               |               |               |               |               |               |  |  |               |               |               |               |               |               |  |  |               |               |               |               |               |               |  |  |  |  |  |  |  |  |  |  |  |  |  |  |  |  |  |  |  |  |  |  |  |  |  |  |  |  |  |  |  |  |  |  |

- 왼쪽부터 장자순으로 나열

## 서훈

### 훈장

#### 일본
- - 대훈위 국화장경식 (2019년 5월 1일)[14]
- - 대훈위 국화대수장 (1980년 11월 30일)
- - 동화대훈장 (2019년 5월 1일)[14]
- - 문화훈장 (2019년 5월 1일)[14]
- - 일본 적십자사 특별 사원
- - 일본 적십자사 금색 유공자상

#### 외국
- 오스트리아 - 오스트리아 공화국 훈장 -  (1999년)[15]
- 바레인 - 알 할리파 훈장
- 독일 - 독일연방공화국 공로장 -
- 벨기에 - 레오폴드 훈장 - [16]
- 덴마크 - 엘리펀드 훈장 -  (2004년)[17]
- 그리스 - 구세주 훈장 -
- 헝가리 - 헝가리 공화국 공로훈장 -  (2000년)
- 이탈리아 - 이탈리아 공화국 공로훈장 -
- 룩셈부르크 - 나사우 가금사자 훈장 -
- 말레이시아 - 람 크라운 훈장 -  (2012년)[18]
- 네덜란드 - 크라운 훈장 -  (1991년)
- 노르웨이 - 성 올라브 훈장 -  (2001년)
- 필리핀 - 시카투나 훈장 -  (2002년)[19]
- 포르투갈 - 그리스도 기사단 (1993년)[20]
- 카타르 - 훈공 훈장
- 스페인 - 카를로스 3세 훈장 -  (2008년)[21]
- 스웨덴 - 세라핌 훈장 -  (2007년)[22]
- 통가
  - 통가 왕관 훈장 -  (2008년)[23]
  - 시아오시 투포우 5세 대관 메달 (2008년)[24]
  - 투포우 6세 대관 메달 (2015년)
- 아랍에미리트 - 자이드 훈장 (1995년) - [25]

### 명예 박사
- 옥스퍼드 대학교 법학 명예박사

### 명예직
- 일본 적십자사 명예 부총재[26]
- 유엔 사무국 "물과 위생에 관한 자문 위원회" 명예 총재
- 보이스카우트 일본 연맹상 -  (1989년)
- 공익재단법인 도쿄 올림픽·패럴림픽 경기 대회 조직위원회 "도쿄 2020 올림픽·패럴림픽 경기 대회" 명예 총재[27]

### 주해
1. ↑  전통적으로 일본의 황족에게는 성이 없다. "히로노미야"는 별칭이다.
2. ↑  태상천황(퇴위한 천황)이 거주하는 센토 어소, 황태후 또는 태황태후가 거주하는 오미야 어소, 황태자가 거주하는 동궁 어소 등이 위치한 곳이다.

### 출전
1. ↑  선데이 마이니치. 1993년 1월 24일호.
2. ↑  마이니치 신문. 1993년 6월 10일.
3. ↑  마이니치 신문. 1993년 1월 18일.
4. ↑  요미우리 신문. 1993년 1월 7일 석간.
5. ↑  아사히 신문. 1993년 1월 20일.
6. ↑  FLASH. 1993년 1월 26일.
7. ↑  산케이 신문. 2019년 5월 9일. 衆院で陛下ご即位「賀詞」議決　全会一致.
8. ↑  “新天皇に初めて面会、新聞に寄稿…日中関係の一層の発展を願い離任した程永華駐日大使―中国メディア”. Record China. 2019년 5월 11일. 2019년 5월 14일에 확인함.
9. ↑  “両陛下、離任中国大使と面会”. 니혼케이자이 신문. 2019년 5월 9일. 2019년 5월 14일에 확인함.
10. ↑  재무성. 2019년 5월 10일. 天皇陛下御即位記念貨幣を発行します 보관됨 2019-05-10 - 웨이백 머신.
11. ↑  “アメリカ合衆国　トランプ米国大統領の訪日（令和元年5月25日～28日）”. 외무성. 2019년 5월 28일. 2020년 5월 4일에 확인함.
12. ↑  “トランプ夫妻から陛下にビオラ贈進　皇后さま「今夜お弾きになられたら」　両陛下とトランプ夫妻ご会見”. 산케이 신문. 2019년 5월 27일. 2020년 5월 4일에 확인함.
13. ↑  “天皇陛下「象徴としてのつとめを果たす」2000人参列し「即位礼正殿の儀」”. 마이니치 신문. 2019년 10월 22일. 2019년 10월 22일에 확인함.
14. 1 2 3  “令和元年5月1日（水）午前 | 令和元年 | 官房長官記者会見”. 《총리대신 관저 홈페이지》 (일본어). 내각관방. 2019년 6월 7일에 원본 문서에서 보존된 문서. 2019년 6월 7일에 확인함.
15. ↑  “Reply to a parliamentary question about the Decoration of Honour” (pdf) (독일어). 1299쪽. 2012년 6월 13일에 확인함.
16. ↑  Guillaume and Stephanie of Luxembourg’s religious wedding Ceremony 보관됨 2012-12-25 - archive.today, Prince Naruhito, having no Luxembourgish decoration, has worn the ribbon bar 보관됨 2013-05-25 - 웨이백 머신 of Grand Cordon of the Order of Leopold
17. ↑  www.borger.dk 보관됨 2012-12-17 - archive.today, Persondetaljer - Hans Kejserlige Højhed Naruhito
18. ↑  “Semakan Penerima Darjah Kebesaran, Bintang dan Pingat Persekutuan.”. 2019년 7월 19일에 원본 문서에서 보존된 문서. 2012년 6월 13일에 확인함.
19. ↑  “Filipino recipients of Japanese decorations and Japanese recipients of Philippine decorations”. Official Gazette of the Republic of the Philippines. 2016년 10월 13일에 원본 문서에서 보존된 문서. 2012년 6월 13일에 확인함.
20. ↑  “Cidadãos Estrangeiros Agraciados com Ordens Portuguesas” (포르투갈어). presidencia.pt. 2012년 6월 13일에 확인함.
21. ↑  Boletín Oficial del Estado
22. ↑  “Wedding Of Swedish Crown Princess Victoria & Daniel Westling - Arrivals”. 《Getty Images》. 2010년 6월 19일. 2016년 12월 2일에 확인함.
23. ↑  “Glittering Royal Events Message Board: Coronation in Tonga”. 2015년 6월 15일. 2015년 7월 5일에 원본 문서에서 보존된 문서. 2016년 12월 2일에 확인함.
24. ↑  이토, 가즈야 (2015년 7월 4일). “Crown Princess Masako completes first duties abroad in more than 2 years”. 아사히 신문. 2015년 7월 5일에 원본 문서에서 보존된 문서. 2016년 12월 2일에 확인함.
25. ↑  Upi
26. ↑  Japanese Red Cross
27. ↑  天皇陛下の「東京2020オリンピック・パラリンピック競技大会」名誉総裁御就任について. 공익재단법인 도쿄 올림픽·패럴림픽 경기 대회 조직위원회.